# 小村将
小村 将（こむら しょう、5月7日 - ）は、日本の男性声優。栃木県出身。アーツビジョン所属。

## 来歴
日本ナレーション演技研究所卒業。

## 人物
趣味・特技はスポーツ、音楽鑑賞、サッカー、水泳、ビートボックス。
ペンギンとカピバラとゲームが好き。
同期にはやしりかがいる。

## 出演

### テレビアニメ
2022年
- スローループ（釣り大会客）
- トモダチゲーム（生徒、生徒A）
- シャドウバースF（男子生徒）
- ぷにるんず（2022年 - 2023年、べびぷに、アナウンス、べびるん）
- 弱虫ペダル LIMIT BREAK（生徒）

2023年
- 人間不信の冒険者たちが世界を救うようです（ファン）
- 七つの大罪 黙示録の四騎士（2023年 - 2024年、パーシバル） - 2シリーズ

2024年
- BEYBLADE X（アマチュアブレーダー）
- 黒執事 -寄宿学校編-（生徒）
- 先輩はおとこのこ（生徒E）
- ダンジョンの中のひと（新米A）
- メカウデ（イマリ、ヘテロクラウンのメカウデ使い）
- 2.5次元の誘惑（アシスタントB）

2025年
- クラスの大嫌いな女子と結婚することになった。（男子生徒C）
- 小市民シリーズ（男子）
- ゴリラの神から加護された令嬢は王立騎士団で可愛がられる（反王制派）
- 薫る花は凛と咲く（矢次陸、千鳥生徒）
- キングダム（蒼仁）

### 劇場アニメ
- 劇場版 イナズマイレブン 新たなる英雄たちの序章（2024年、笹波雲明[17]）

### ゲーム
- ディフェンスダービー（2023年、ガーゴイルボマー、猫の魔法使い）
- ネバーアフター〜逆転メルヘン〜（2023年、マルス[18]）
- イナズマイレブン 英雄たちのヴィクトリーロード（2025年、笹波雲明[19]）

### 吹き替え

#### ドラマ
- キャンプ・キキワカ（ジェイク）

#### アニメ
- 烈火澆愁

### シリーズ一覧
1. ↑  第1期（2023年 - 2024年）、第2期（2024年）